# AGM-78 Standard ARM
Die US Navy stellte 1968 die von General Dynamics entwickelte AGM-78 Standard ARM als Anti-Radar-Luft-Boden-Rakete in Dienst. Die AGM-78 wurde als Erweiterung für die AGM-45 Shrike aus der RIM-66 entwickelt. Die erste Version der Standard ARM in der Navy, dort auch STARM genannt, war nichts weiter als die Luft-Boden-Variante der RIM-66, die nur mit einem Anti-Radar-Suchkopf ausgestattet wurde. Die AGM-78 hatte jedoch einen Nachteil – sie war wesentlich teurer als die Shrike.
1969 wurde die Produktion auf die AGM-78B umgestellt. Bei der B-Variante wurde der ursprüngliche Suchkopf und Teile der Elektronik ausgetauscht. Dadurch hatte die Rakete jetzt die Fähigkeit, auch Radarstellungen zu attackieren, die ausgeschaltet worden waren. Dazu „merkte“ sich die AGM die Position einer eingeschalteten Radaranlage. Da die B-Variante aber immer noch nicht den Erwartungen des Militärs entsprach, wurde im Jahr 1971 die C-Variante entwickelt. Hauptziel eines von der United States Air Force finanzierten Programms war, die Rakete effektiver und auch günstiger zu machen.
Bereits 1973 wurde jedoch mit der Entwicklung der D-Variante begonnen. Es wurde wieder die Elektronik verbessert und ein jetzt 100 kg schwerer Gefechtskopf eingesetzt.
Die US-Streitkräfte ersetzten Ende der 1980er-Jahre die Standard ARM durch die wesentlich bessere AGM-88 HARM. Wie viele AGM-78 in den Versionen A bis D bis zum Produktionsende 1978 gebaut wurden, ist nicht genau bekannt, da es widersprüchliche Angaben gibt (zwischen 700 und 3000). Die B-Variante wurde jedoch am häufigsten eingesetzt.
Auch wenn die AGM-78 nicht so erfolgreich war, wurden Teile von ihr in anderen Projekten weiterverwendet. Eines dieser Projekte war die RGM-66D, die eine Mischung aus RIM-66 und AGM-78 war. Bei der AIM-97 Seekbat wurde die Rahmenstruktur der Standard ARM verwendet.

## Nutzer
- Iran: Mit F-4E
- Israel: Mit F-4E
- Vereinigte Staaten: Mit A-6B/E, F-4G und F-105F/G

## Ähnliche Modelle
- AGM-45 Shrike
- AGM-88 HARM
- Ch-58
- AS.37 Martel